# Foderlusern
Foderlusern, Medicago sativa, är en ört med flera underarter: bland dessa den allmänt odlade blålusernen (M. sativa ssp. sativa) och den bland annat i Norden naturligt förekommande gullusernen (M. sativa ssp.  falcata). Den blå underarten är kanske mera känd under namnet alfalfa eller helt enkelt bara "lusern".

## Biologi
Foderlusernen är en flerårig, buskig ört med trefingrade blad och gula, grönaktiga eller violetta blommor i korta huvudlika klasar. Stjälkarna kan bli upp till en knapp meter långa och fruktbaljorna innehåller flera frön. De kan vara böjda som skäror eller spiralvridna i upp till fyra varv. Foderlusernen blommar under högsommaren och den tidiga hösten, från juli till och med september.
Tidigare ansågs arten som flera separata arter. Blålusern (även kallad blåsmäre) och gullusern (även kallad svensk luzern), som bildade hybrider där de möttes, men numera anser man att de två är underarter av samma art. Blålusern (ssp. sativa) har violetta blommor och spiralvridna fröbaljor, medan gullusernens (ssp. falcata) blommor är gula och dess fruktbaljor skärformiga.
Alla hybrider mellan gullusern och blålusern kallas mellanlusern (M. sativa ssp. ×varia). Dessa hybrider kan ha varierande blomfärg (ofta gröna till nästan svarta) och mer eller mindre spiralvridna baljor. 
Både blålusernen och gullusernen är svåra att förväxla med övriga nordiska arter inom släktet luserner Medicago (humlelusern och sandlusern har gula kronor som bara är 2-4 mm långa; humlelusernens frukt är enfröig och njurformad, slutligen svartaktig, medan sandlusernens frukt är spiralvriden och taggig).
Blålusernen odlas sedan gammalt i Sydeuropa, Nordafrika och Asien och har sannolikt sitt ursprung i dessa trakter. Den introducerades som foderväxt i Nordeuropa och Nordamerika under 1800-talet och förekommer numera även förvildad i dessa områden. Gullusernen är spridd i hela Europa; i Sverige är den allmän på Öland och Gotland, mera sällsynt i övriga delar och den förekommer även i Danmark och Norge, samt är införd i Finland. Blålusernen är vanlig i hela Sverige.
Carl von Linné upptäckte gullusernen på Gotland under sin resa dit 1741, medan som bäst blålusernen höll på att importeras som foderväxt och försökte lansera den som en inhemsk, bättre ersättare, och gullusernen har även kallats Linnei höfrö.

## Underarter[4][5]
- ssp. sativa, blålusern Krona 7-11 mm, blå till violett. Balja vriden 1½ till 3½ varv, utan glandelhår. Allmänt odlad och naturaliserad, ursprung oklart.
- ssp. ambigua Krona 5-7 mm, blåviolett. Balja skärformig, utan glandelhår. Sydöstra Ryssland.[6]
- ssp. caerulea Krona 5-6 mm, violett (sällan vit). Balja vriden 2 till 3 varv, utan glandelhår. Sydöstra Ryssland, västra Kazakstan, Krim.
- ssp. falcata, gullusern Krona 5-8 mm, gul. Balja nästan rak till skärformig. Större delen av Europa utom längst i norr (saknas i Norden på Island och förekommer endast införd i Finland).
  - ssp. falcata var. falcata Baljor utan glandelhår.
  - ssp. falcata var. viscosa Baljor tätt glandelhåriga.
- ssp. glomerata, kvarnlusern Krona 6-10 mm, gul. Balja vriden 1½ till 3 varv, tätt glandelhårig.  Sydeuropa (tillfällig i Norden).
- ssp. ×varia, mellanlusern. Hybrider mellan ssp. sativa och ssp. falcata. Baljor ej glandelhåriga, vridna 0,8 till 1,5 varv. Krona av varierande färg.

Hybrider mellan ssp. glomerata och ssp. sativa har kallats Medicago polychroa. De har blommor av varierande färg och svagt glandelhåriga baljor.

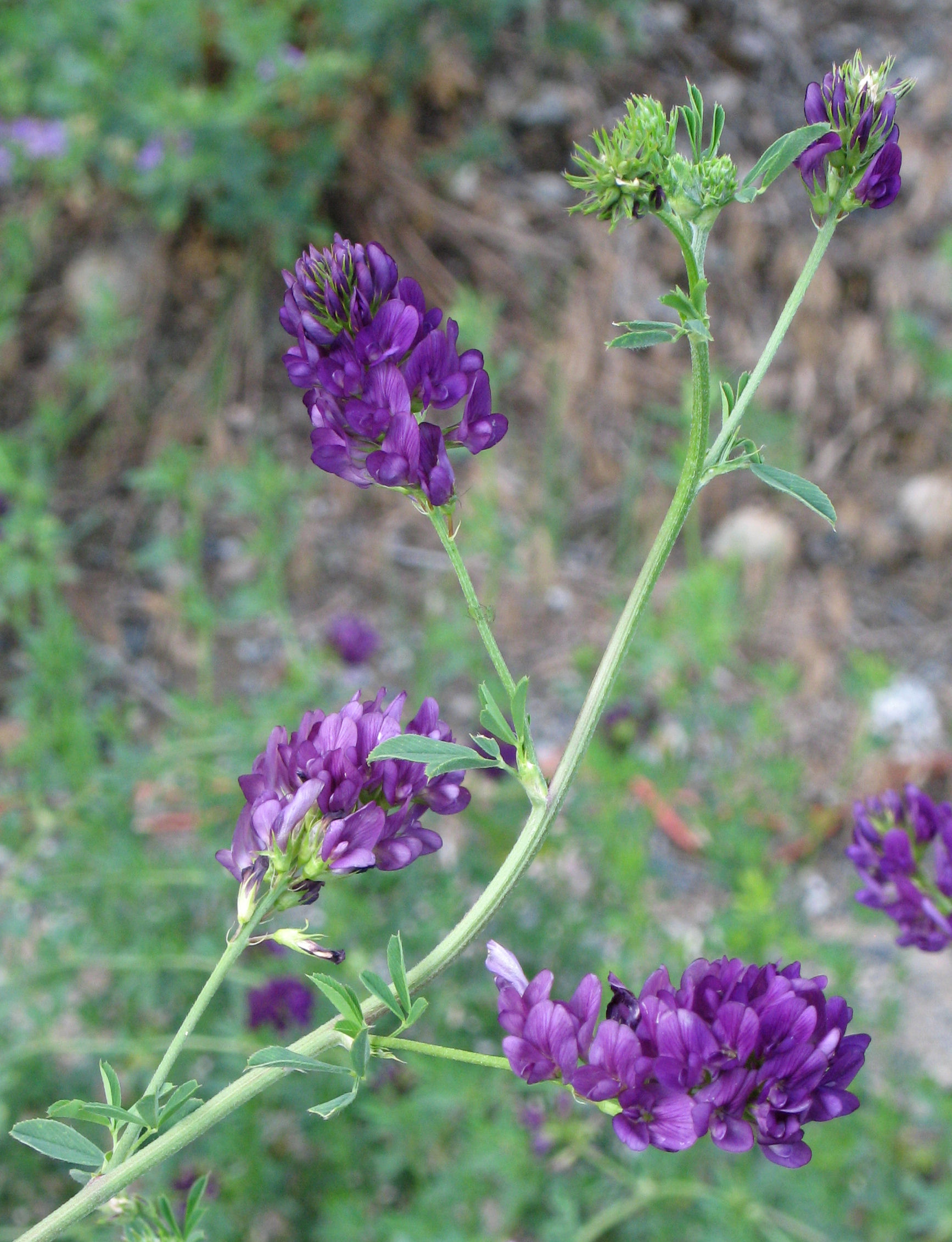
Ssp. sativa.
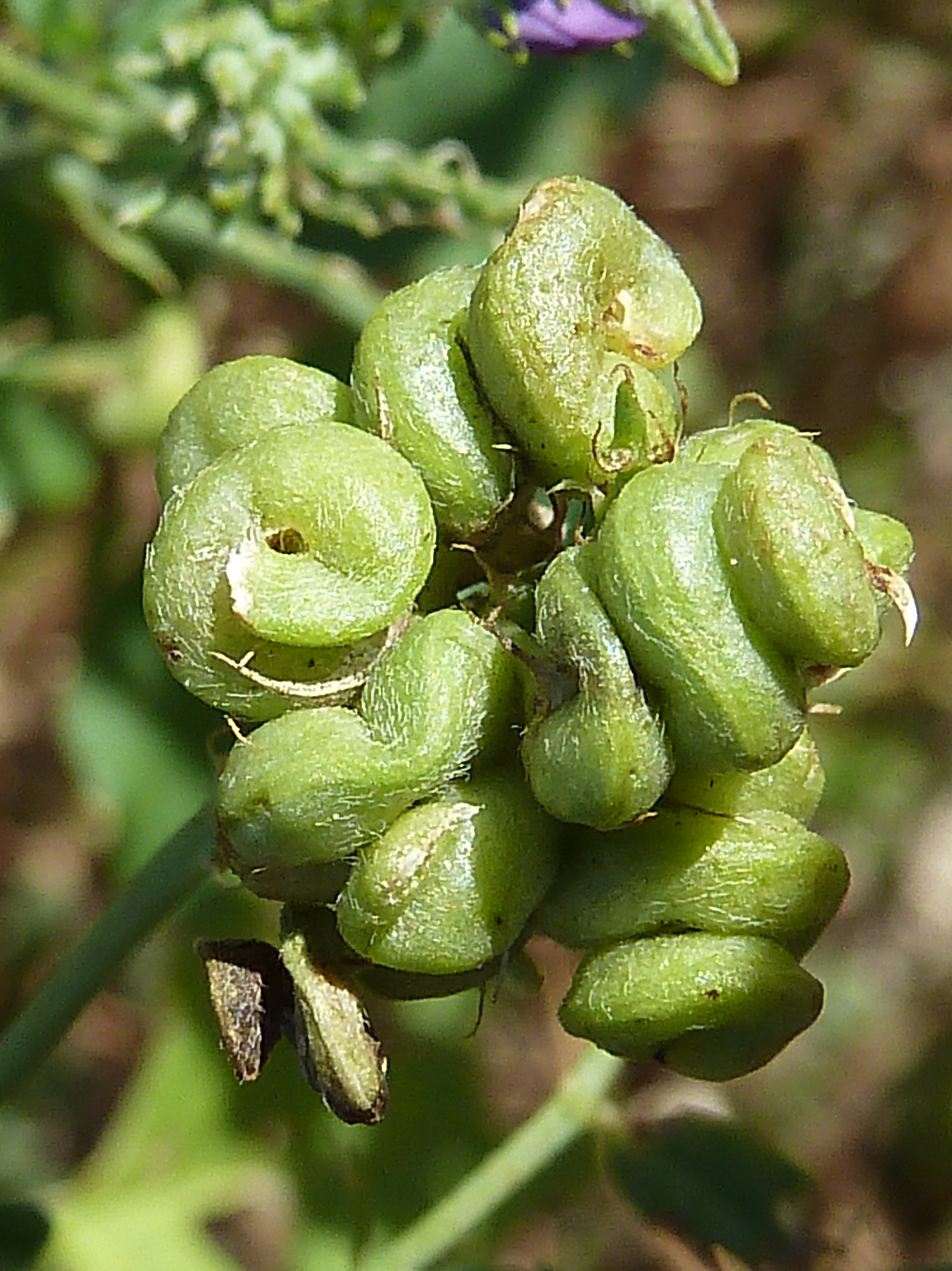
Spiralvridna frukter av ssp. sativa.
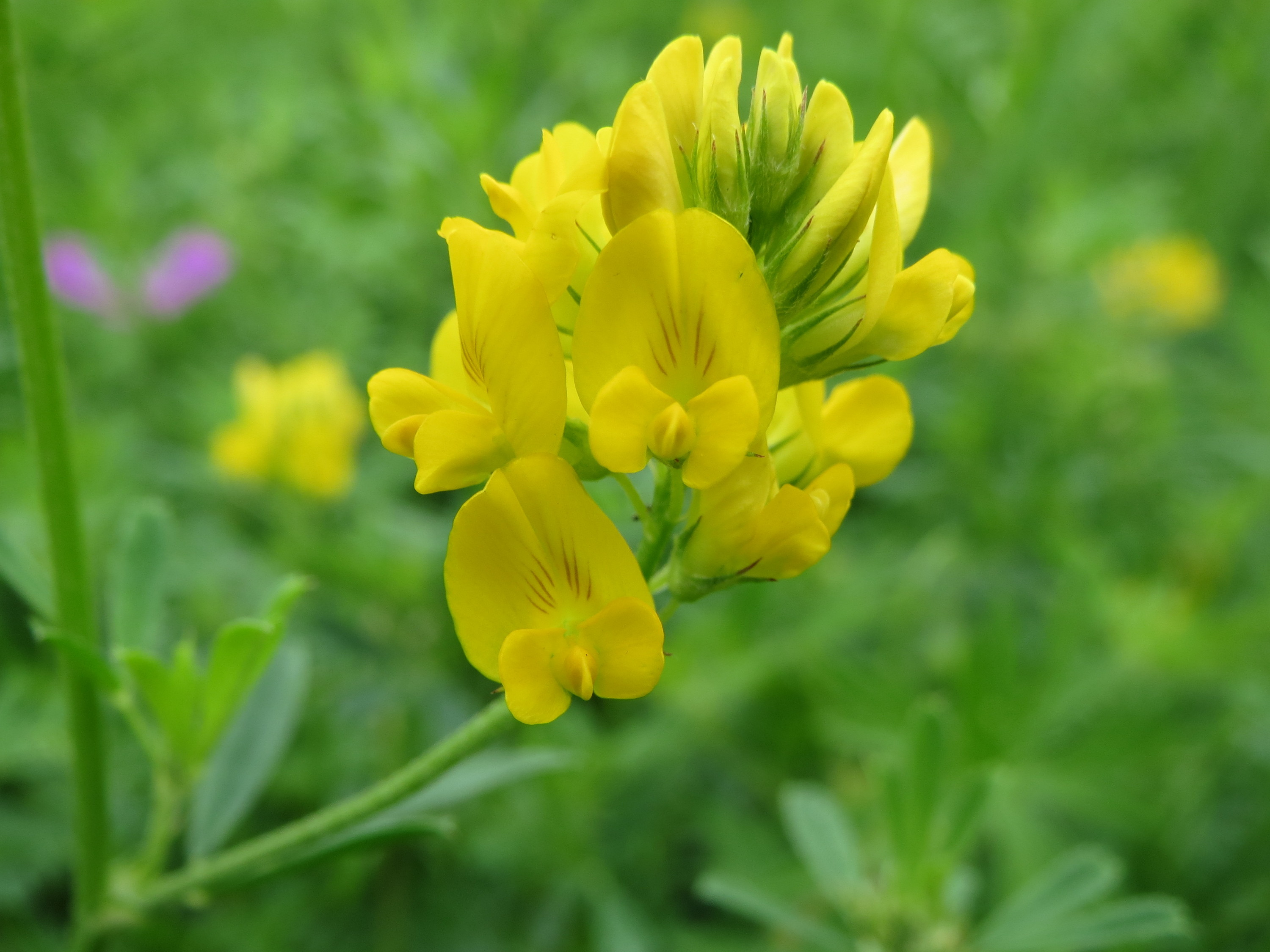
Ssp. falcata.
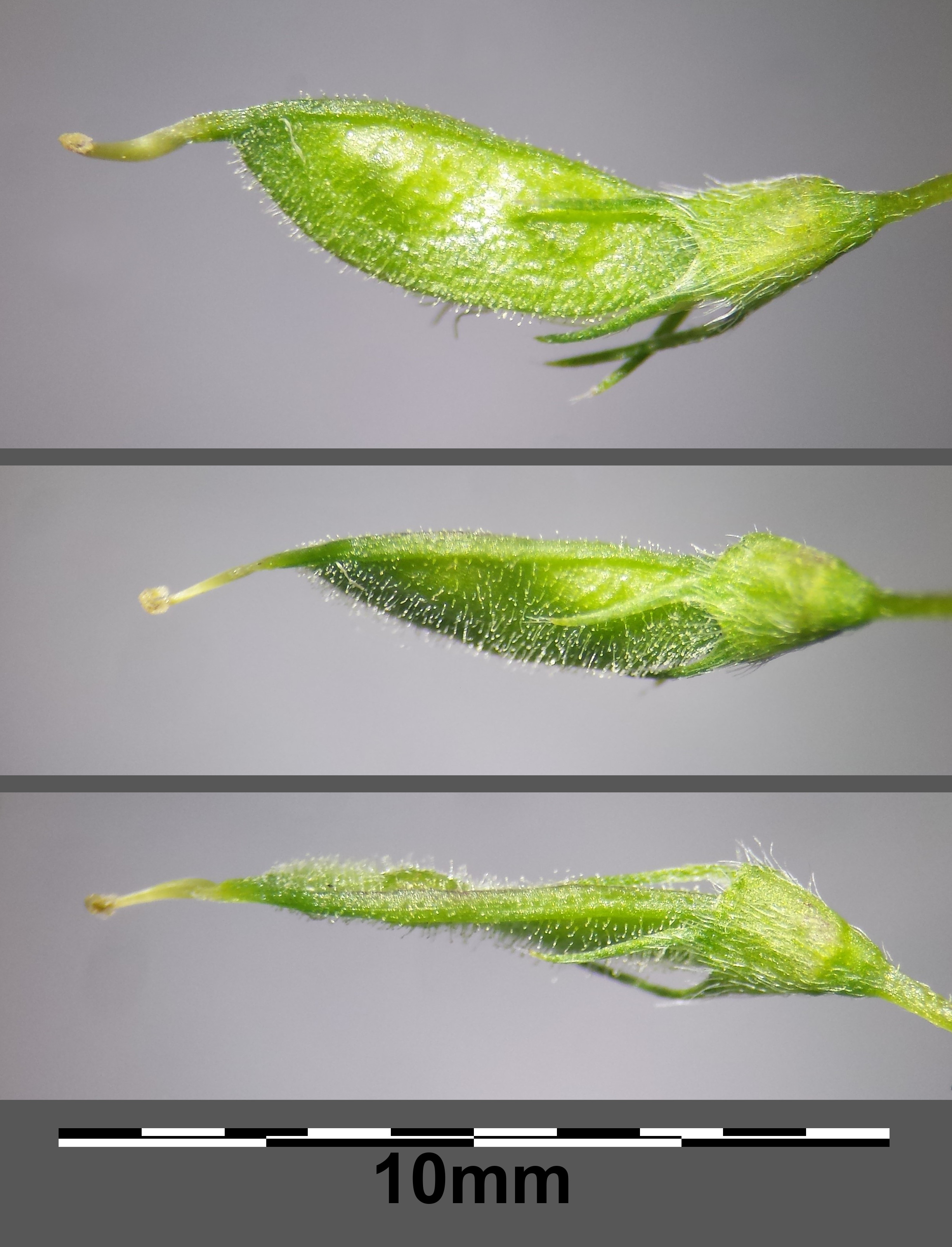
Nästan raka frukter av ssp. falcata.
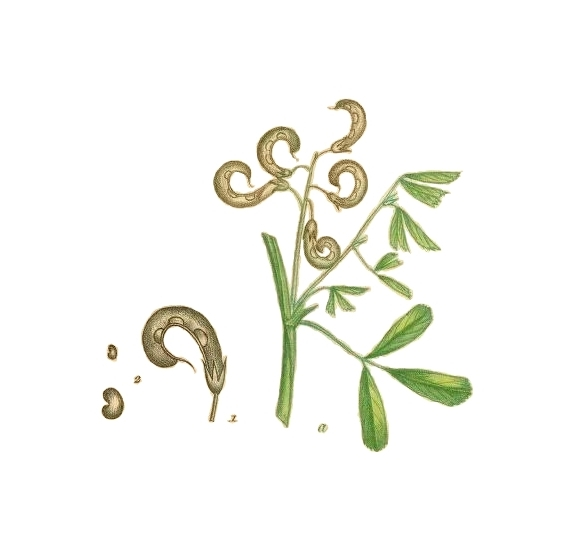
Krokigare frukter av ssp. falcata.
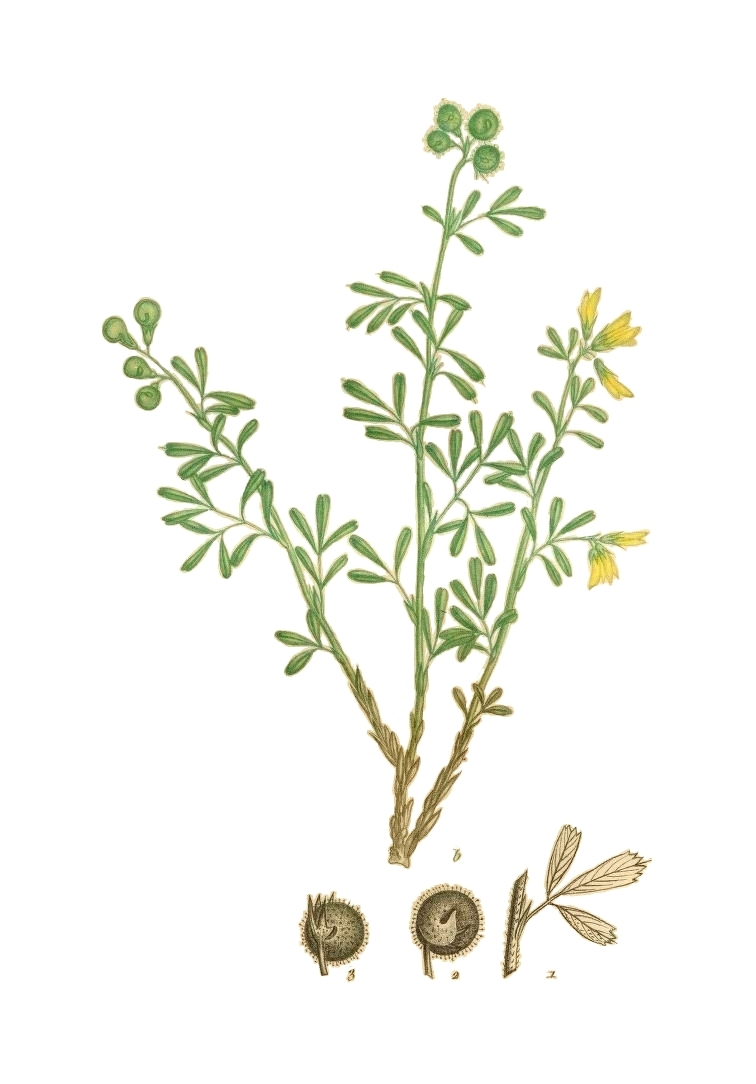
Ssp. glomerata. Notera de glandelhåriga baljorna illustrerade i bildens nederdel.
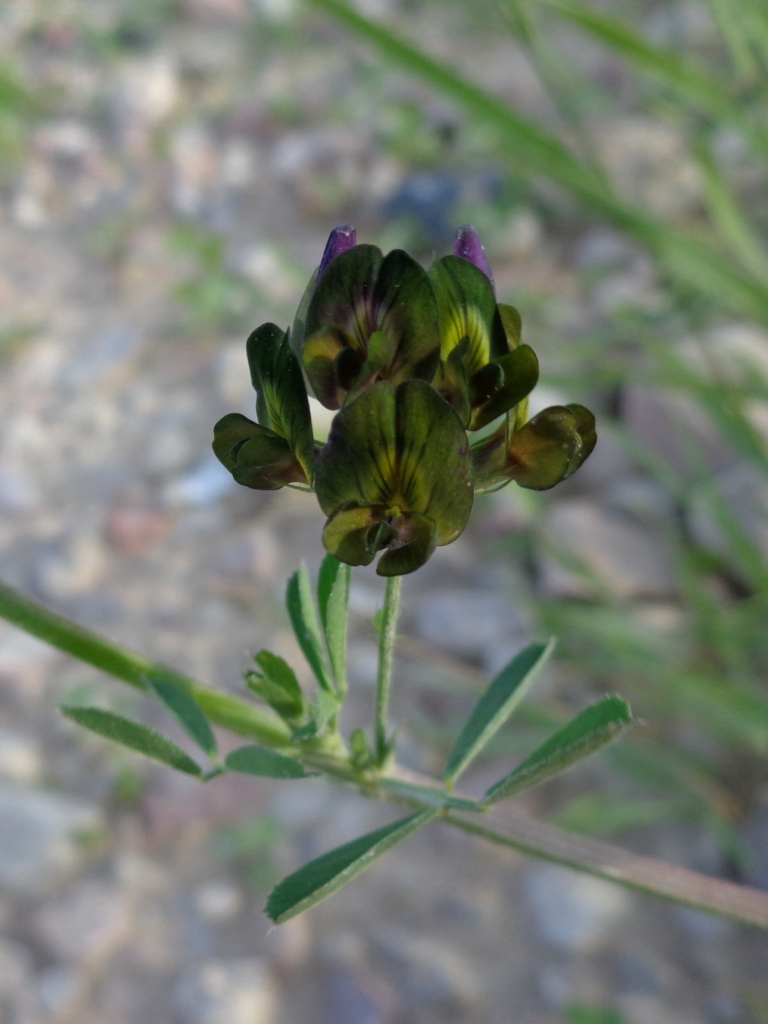
Ssp. ×varia.
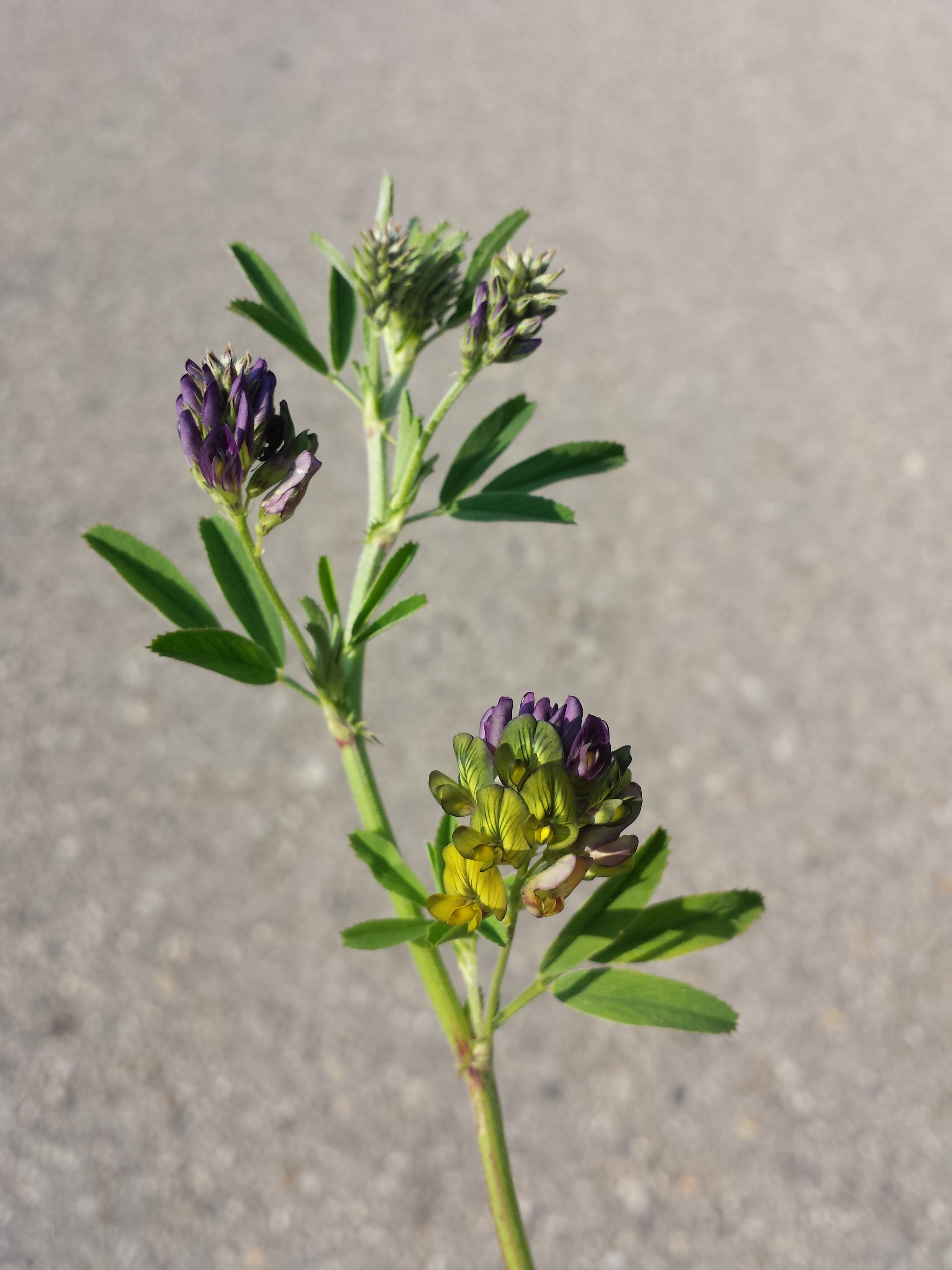
Ssp. ×varia med allt från gula till violetta blommor i samma klase.

## Etymologi
Sativa är latin och betyder "odlad". Ambigua betyder "tvetydig"/"osäker". Falcata är latin och betyder "skärformig". Caerulea är latin och betyder "himmelsblå". Glomerata är latin och betyder "klotformig" och syftar på klasarnas huvudlika form. Viscosa är latin och betyder "klibbig" (med hänsyftning till glandlerna). Varia är latin och betyder "varierande", medan polychroa är femininum av polychrous som kommer från grekiska πολύχρους och betyder "mångfärgad" - båda syftande på dessa hybriders varierande blomfärg.

## Användning
Foderlusern, speciellt blålusern (ssp. sativa), odlas allmänt som foderväxt i stora delar av världen.
Foderlusern används även för att utvinna lutein som används som livsmedelstillsats för att ge gul kulör, det går då under benämningen E-nummer E 161b.